# Jan Słowikowski
Jan Michał Słowikowski ps. „Michał” (ur. 19 września 1915 w Nowym Sączu, zm. 13 grudnia 2010 we Wrocławiu) – polski chirurg, urolog i onkolog, profesor, nauczyciel akademicki, podpułkownik Wojska Polskiego.

## Życiorys
Urodził się w Nowym Sączu, tam też ukończył Gimnazjum im. Bolesława Chrobrego, a w 1933 zdał maturę. Medycynę studiował na Uniwersytecie Jagiellońskim, uzyskując dyplom w 1939 r. i po studiach wrócił do rodzinnego miasta, w którym podjął pracę w szpitalu.
W początkowym okresie okupacji jako członek Związku Walki Zbrojnej wielu oficerom i szeregowym partyzantom organizował przerzuty za granicę. W 1940 r. brał kluczowy udział w uwolnieniu więzionego Jana Karskiego dzięki nieuzasadnionemu przedłużeniu jego pobytu w szpitalu i podaniu środków nasennych strażnikom. W 1941 r. rozpoczęły się aresztowania wśród osób, które miały związek z ucieczką Karskiego, ale Słowikowski został zwolniony z więzienia po kilku miesiącach, gdyż Niemcy nie odkryli jego udziału w akcji (rozstrzelany został jednak jego brat Teodor). Akcja była prowadzona przez struktury Związku Walki Zbrojnej, choć według części źródeł jej organizatorem była Polska Partia Socjalistyczna. Po zwolnieniu pod zmienionym nazwiskiem zaczął pracować w Klinice Chirurgicznej w Krakowie jako asystent, wciąż także angażował się w działania podziemia, m.in. prowadząc tajnie nauczanie w Starej Wsi koło Brzozowa.
Po wojnie przeniósł się na Dolny Śląsk i na cztery lata został dyrektorem szpitala w Oleśnicy, ordynatorem chirurgii oraz ginekologii i położnictwa, a także lekarzem powiatowym, po czym zaczął pracę w II Klinice Chirurgii Akademii Medycznej we Wrocławiu – do 1962 r. jako asystent i adiunkt, a następnie jako docent. Doktoryzował się w 1951 r., a w 1961 r. habilitował. W 1963 r. objął funkcję kierownika Katedry i Kliniki Chirurgii Dziecięcej (doprowadził do budowy od podstaw nowego budynku kliniki), a w latach 1981–1983 sprawował także obowiązki dyrektora Instytutu Pediatrii. W 1972 r. został profesorem nadzwyczajnym, a w 1979 r. otrzymał tytuł profesora zwyczajnego. Pomimo przejścia w 1985 r. na emeryturę, aktywnie uczestniczył w życiu kliniki.
Autor ok. 200 publikacji, książek i podręczników, w swojej pracy zajmował się tematyką profilaktyki, rozpoznawania i leczenia skomplikowanych przypadków, głównie w zakresie chirurgii dziecięcej. Był pionierem wymiany krwi u noworodków w przypadku konfliktu serologicznego oraz twórcą własnych modyfikacji metod operacyjnych, m.in. operacyjnego leczenia torbieli trzustki; zespolenia naczyniowego w leczeniu nadciśnienia w zlewisku żyły wrotnej i operacji sposobem Rehbeina w leczeniu wrodzonej atrezji odbytu i choroby Hirschsprunga. W 1994 r. został wyróżniony tytułem doktora honoris causa Akademii Medycznej we Wrocławiu.
Był członkiem Polskiego Towarzystwa Lekarskiego, Towarzystwa Chirurgów Polskich, Polskiego Towarzystwa Chirurgów Dziecięcych (członek założyciel, w tym w latach 1977–1980 jako prezes, a od 1980 r. jako członek honorowy), Polskiego Towarzystwa Urologicznego oraz Związku Bojowników o Wolność i Demokrację.
Został odznaczony Krzyżami Komandorskim z Gwiazdą Orderu (1985 r.) i Kawalerskim (1973 r.) Orderu Odrodzenia Polski, Krzyżem Walecznych (1941 r.), Złotym Krzyżem Zasługi (1970 r.) oraz odznaką „Zasłużony Nauczyciel PRL” (1983 r.).
Zmarł 13 grudnia 2010 r. we Wrocławiu i został pochowany na tamtejszym cmentarzu św. Rodziny przy ul. Smętnej.